# Galeopsis rivas-martinezii
Galeopsis rivas-martinezii là một loài thực vật có hoa trong họ Hoa môi. Loài này được Mateo & M.B.Crespo mô tả khoa học đầu tiên năm 2007.